# Los Nuevos 4 Fantásticos
Los Nuevos Cuatro Fantásticos es el grupo formado por los superhéroes: Wolverine, Hulk, Spider-Man y Ghost Rider. El grupo fue creado por el guionista Walter Simonson en Fantastic Four I #347 y se ha reunido en un par de ocasiones.
Simonson estaba planeando un arco argumental con Spider-man y, al comentárselo a Kurt Busiek junto a la máquina de café, le dijo en broma que debería usar también a Wolverine, el Ghost Rider y  Punisher, por entonces los personajes más populares de Marvel. A Simonson le pareció buena idea y se lo propuso al dibujante Arthur Adams, a quien Punisher no le gustaba demasiado. Simonson le dejó elegir el cuarto personaje, que acabó siendo Hulk Gris.

## Formación
Estos cuatro héroes fueron reunidos mediante subterfugios por la rebelde Skrull De’Lila. De’Lila había llegado a la Tierra como parte de un plan para derrocar al emperador skrull, perseguida de cerca por una patrulla de guerreros.
Tras estrellarse su nave, enseguida se infiltró en el cuartel de Los Cuatro Fantásticos donde, con la ayuda de sus poderes metamórficos, redujo uno por uno a La Antorcha Humana, la Mujer Invisible, Ben Grimm, Ms. Marvel y Mr. Fantástico.
Entretanto, la patrulla skrull había aterrizado en Isla Monstruo, el hogar del Hombre Topo, y aprovechando la semejanza de los patrones cerebrales skrull con los de los monstruos que poblaban la isla, usaron los esclavo-dardos para aumentar su ferocidad antes de desperdigarlos por el planeta. El plan era crear el caos a escala planetaria para aumentar el nivel de tensión mental en todo el globo para que los sensores de su nave captaran sus ondas cerebrales, muy distintas de las de las especies terrícolas.
De’Lila, asumiendo la forma de Susan Richards, atrajo entonces a la Plaza de las Cuatro Libertades a Hulk Gris (que por entonces trabajaba de matón en Las Vegas con el nombre de Joe Fixit), Wolverine, Spider-man y Ghost Rider y, tras enseñarles los “cadáveres” de sus compañeros, les explicó que sus asesinos eran los mismos que habían liberado a los monstruos por todo el mundo y les dio un localizador que les llevaría hasta ellos. Mientras estos nuevos Cuatro Fantásticos partían en dirección hacia los skrulls, De’Lila buscó con la ayuda de Reed Richards entre sus archivos pistas sobre su objetivo final: el huevo de un Tecnotroide Inorgánico, los guardaespaldas imperiales sintéticos skrull que estaban programados para profesar lealtad de por vida hacia el primer ser que vieran al salir del cascarón. El huevo había sido sacado del Mundo-Trono por los skrulls rebeldes de De’Lila, y su plan era ganarse su lealtad para suplantar luego a uno de los guardaespaldas y asesinar al emperador.
Para cuando los héroes llegaron a Isla Monstruo, los skrulls habían sido capturados por el Hombre Topo. Enseguida llegaron también De’Lila y Mr. Fantástico buscando el huevo, que había sido “adoptado” y llevado allí por uno de los monstruos de los niveles inferiores de la Isla. Amenazando a Richards, De’Lila obligó a los 4 héroes a combinar sus poderes para superar las defensas del huevo y hacerse con el Tecnotroide. Entonces llegaron el Hombre Topo al mando de sus subterráneos (que había averiguado el secreto del huevo y lo quería para sí) y el resto de los auténticos 4 Fantásticos. En la batalla subsiguiente el huevo acabó en manos de su madre adoptiva en el momento de abrirse. De’Lila intentó matar entonces a los 4 Fantásticos, pero fue detenida y sometida a la Mirada de Penitencia del Ghost Rider. Obligada a revivir sus pecados, fue entregada a los soldados skrull.
Concluida la misión que los había reunido, los Nuevos Cuatro Fantásticos se separaron.

## Re-unión
Durante la etapa de Tom DeFalco al frente de la serie, el grupo volvió a reunirse, esta vez por iniciativa del Dr. Extraño, para arrestar a la Antorcha Humana después de que arrasara la Universidad Empire State. Este episodio dio pie a la colección Defensores Secretos.

### Otras versiones
- En un universo alternativo presentado en el What if? II #78, De'Lila mataba a los 4 Fantásticos originales y estos Nuevos 4 Fantásticos se mantenían unidos e intentaban tomar su lugar sin muy buenos resultados
- Durante la saga Eras de Apocalipsis se presentaba otra realidad alternativa en el que el equipo estaba unido.
- En la serie de cómics "Battleworld" #1 (Secret Wars 2015) vuelven aparecer de una forma antagónica buscando a The Punisher con el fantasma de Dr. Strange adentro.